# Diekirch (kanton)
Diekirch (luxemburgiska: Dikrech, tyska: Diekirch) är en kanton i östra Luxemburg i distriktet Diekirch. Huvudstaden är Diekirch.
Diekirch har en total area på 239,37 km² och år 2005 hade Diekirch 27 634 invånare.

## Kommuner
1. Bettendorf (2 384)
2. Bourscheid (1 231)
3. Diekirch (6 165)
4. Erpeldange (2 094)
5. Ettelbruck (7 364)
6. Feulen (1 484)
7. Mertzig (1 534)
8. Reisdorf (854)
9. Schieren (1 369)